# Кассіта
Кассіта (бербер. ⴽⴰⵙⵉⵜⴰ, араб. كاسيطا) — місто і важливий порт на півночі Марокко.

## Географія
Адміністративно входить до складу провінції Дріуш, що у Східній області.
Місто розташовано в передгір'ї хребта Ер-Риф.

## Демографія
Відповідно до даних перепису населення 2014 року в місті мешкали 2 675 осіб.
Більшість тамтешніх чоловіків виїжджають працювати до Європи й на літо повертаються додому. Основні ж місцеві роботодавці — заклади роздрібної торгівлі, ремісничі компанії, заклади освіти й охорони здоров'я.